# Nelson Doi
Nelson Kiyoshi Doi (* 1. Januar 1922 in Pahoa, Hawaii-Territorium; † 16. Mai 2015 in Waimea, Hawaii) war ein US-amerikanischer Politiker. Zwischen 1974 und 1978 war er Vizegouverneur des Bundesstaates Hawaii.

## Werdegang
Nelson Doi absolvierte die University of Hawaiʻi. Politisch schloss er sich der Demokratischen Partei an. Er war Delegierter zur verfassungsgebenden Versammlung von Hawaii im Jahr 1950, wo er einige zukünftige Gesetze entwarf, die dann 1959 bei der Staatsgründung in Kraft traten. Zwischen 1955 und 1959 saß Doi im territorialen Senat. Danach gehörte er bis 1969 auch dem Senat von Hawaii an. 1968 nahm er als Delegierter an einem Verfassungskonvent seines Staates teil. Seit 1970 war er als Bezirksrichter tätig. Im selben Jahr kandidierte er noch erfolglos für das Amt des Vizegouverneurs.
1974 wurde Doi dann aber an der Seite von George Ariyoshi zum Vizegouverneur von Hawaii gewählt. Diesen Posten bekleidete er zwischen dem 2. Dezember 1974 und dem 2. Dezember 1978. Dabei war er Stellvertreter des Gouverneurs. Nach seiner Zeit als Vizegouverneur bewarb er sich erfolglos um das Amt des Bürgermeisters von Honolulu. Für einige Zeit war er Richter auf den Marshallinseln. Danach war er an einigen Schulen in Japan als Lehrer tätig. Anschließend kehrte er nach Hawaii zurück, wo er beim Bau eines Krankenhauses mitwirkte.